# سایجا تارکی
سایجا تارکی (انگلیسی: Saija Tarkki؛ زادهٔ ۲۹ دسامبر ۱۹۸۲) بازیکن هاکی روی یخ اهل فنلاند است.